# Collegio uninominale Trentino-Alto Adige - 03 (Senato della Repubblica 2020)
Il collegio elettorale uninominale Trentino-Alto Adige - 03, dal 2017 al 2020 indicato come Trentino-Alto Adige - 06, è un collegio elettorale uninominale della Repubblica Italiana per l'elezione del Senato.

## Territorio
Come previsto dalla legge elettorale italiana del 2017, il collegio è stato definito tramite decreto legislativo all'interno della circoscrizione Trentino-Alto Adige.
È formato dal territorio di 55 comuni della provincia autonoma di Trento: Altopiano della Vigolana, Baselga di Piné, Bedollo, Bieno, Borgo Valsugana, Calceranica al Lago, Caldonazzo, Campitello di Fassa, Canal San Bovo, Canazei, Capriana, Carzano, Castel Ivano, Castello Tesino, Castello-Molina di Fiemme, Castelnuovo, Cavalese, Cinte Tesino, Civezzano, Fierozzo, Fornace, Frassilongo, Grigno, Imer, Lavarone, Levico Terme, Luserna, Mazzin, Mezzano, Moena, Novaledo, Ospedaletto, Palù del Fersina, Panchià, Pergine Valsugana, Pieve Tesino, Predazzo, Primiero San Martino di Castrozza, Roncegno Terme, Ronchi Valsugana, Sagron Mis, Samone, San Giovanni di Fassa, Sant'Orsola Terme, Scurelle, Soraga di Fassa, Telve, Telve di Sopra, Tenna, Tesero, Torcegno, Valfloriana, Vignola-Falesina, Ville di Fiemme e Ziano di Fiemme.
Il collegio è stato parte dal 2017 al 2020 del collegio plurinominale Trentino-Alto Adige - 01. Dal 2020 tutti i senatori del Trentino-Alto Adige sono eletti in collegi uninominali e pertanto non esistono più collegi plurinominali in questa regione.

## Eletti
| Elezione | Elezione | Senatore     | Partito      |
| -------- | -------- | ------------ | ------------ |
|          | 2018     | Elena Testor | Forza Italia |
|          | 2020     | Elena Testor | Lega         |
| 2022     |          | Elena Testor | Lega         |

## Dati elettorali

### XVIII legislatura
Come previsto dalla legge elettorale, 116 senatori sono eletti con sistema a maggioranza relativa in altrettanti collegi uninominali a turno unico.
| Candidati              | Candidati                | Voti   | %     | Liste                    | Voti   | %     |
| ---------------------- | ------------------------ | ------ | ----- | ------------------------ | ------ | ----- |
|                        | Elena Testor ✔️ Eletto   | 29 982 | 45,32 | Lega                     | 20 783 | 31,41 |
| Forza Italia           | Elena Testor ✔️ Eletto   | 29 982 | 45,32 | 6 423                    | 9,71   |       |
| Fratelli d'Italia      | Elena Testor ✔️ Eletto   | 29 982 | 45,32 | 2 097                    | 3,17   |       |
| Noi con l'Italia - UDC | Elena Testor ✔️ Eletto   | 29 982 | 45,32 | 679                      | 1,03   |       |
|                        | Eleonora Stenico         | 17 829 | 26,95 | Partito Democratico      | 9 730  | 14,71 |
| SVP-PATT               | Eleonora Stenico         | 17 829 | 26,95 | 3 798                    | 5,74   |       |
| Civica Popolare        | Eleonora Stenico         | 17 829 | 26,95 | 2 259                    | 3,41   |       |
| +Europa                | Eleonora Stenico         | 17 829 | 26,95 | 1 571                    | 2,37   |       |
| Italia Europa Insieme  | Eleonora Stenico         | 17 829 | 26,95 | 471                      | 0,71   |       |
|                        | Gianni Marzi             | 14 842 | 22,43 | Movimento 5 Stelle       | 14 842 | 22,43 |
|                        | Vincenzo Calì            | 1 582  | 2,39  | Liberi e Uguali          | 1 582  | 2,39  |
|                        | Roberto Bordin           | 667    | 1,01  | Potere al Popolo!        | 667    | 1,01  |
|                        | Angela D'Alessandro      | 645    | 0,97  | Il Popolo della Famiglia | 645    | 0,97  |
|                        | Angela Palmisano Tripodi | 615    | 0,93  | CasaPound                | 615    | 0,93  |
| Totale                 | Totale                   | 66 162 | 100   |                          | 66 162 | 100   |
|                        |                          |        |       |                          |        |       |
| Voti non validi        | Voti non validi          | 2 543  | 3,70  |                          |        |       |
| Votanti                | Votanti                  | 68 705 | 78,82 |                          |        |       |
| Elettori               | Elettori                 | 87 163 |       |                          |        |       |

### XIX legislatura
Come previsto dalla legge elettorale, 74 senatori sono eletti con sistema a maggioranza relativa in altrettanti collegi uninominali a turno unico.
| Candidati       | Candidati              | Voti   | %     | Liste                                                                             | Voti   | %     |
| --------------- | ---------------------- | ------ | ----- | --------------------------------------------------------------------------------- | ------ | ----- |
|                 | Elena Testor ✔️ Eletto | 27 364 | 44,03 | Lega per Salvini Premier – Fratelli d'Italia – Forza Italia – Noi moderati        | 27 364 | 44,03 |
|                 | Michele Sartori        | 19 314 | 31,08 | Alleanza Democratica per l'Autonomia (PD-IDP - AVS - +Europa - Az-IV - Campobase) | 19 314 | 31,08 |
|                 | Roberta Bergamo        | 6 264  | 10,08 | Südtiroler Volkspartei – PATT                                                     | 6 264  | 10,08 |
|                 | Roberto Cappelletti    | 4 091  | 6,58  | Italia Sovrana e Popolare                                                         | 4 091  | 6,58  |
|                 | Rosa Michela Rizzi     | 3 878  | 6,24  | Movimento 5 Stelle                                                                | 3 878  | 6,24  |
|                 | Giuliano Pantano       | 1 231  | 1,98  | Unione Popolare                                                                   | 1 231  | 1,98  |
| Totale          | Totale                 | 62 142 | 100   |                                                                                   | 62 142 | 100   |
|                 |                        |        |       |                                                                                   |        |       |
| Voti non validi | Voti non validi        | 4 894  | 7,30  |                                                                                   |        |       |
| Votanti         | Votanti                | 67 036 | 68,60 |                                                                                   |        |       |
| Elettori        | Elettori               | 97 719 |       |                                                                                   |        |       |